# Општина Теотивакан (Мексико)
Теотивакан (шп. Teotihuacán) општина је у Мексику у савезној држави Мексико. Општина се налази на надморској висини од 2277 м.

## Становништво
Према подацима из 2010. у општини је живело 53010 становника.

### Хронологија
| Година       | 2000                  | 2005                  | 2010                  |
| ------------ | --------------------- | --------------------- | --------------------- |
| Становништво | 44653 (22175 / 22478) | 46779 (23131 / 23648) | 53010 (26000 / 27010) |

### Попис
| \| \| м \| \| \| ж \| \| 0—2 \| 1.464 \| \| \| 1.329 \| \| 3—5 \| 1.597 \| \| \| 1.574 \| \| 6—11 \| 3.297 \| \| \| 3.092 \| \| 12—14 \| 1.464 \| \| \| 1.492 \| \| 15—17 \| 1.589 \| \| \| 1.458 \| \| 18—24 \| 3.359 \| \| \| 3.339 \| \| 60+ \| 1.911 \| \| \| 2.080 \| \| Просек : \| 28,5 \| \| \| 29,7 \| |       |  |  |       |
| |       |  |  |       |
| | м     |  |  | ж     |
| 0—2 | 1.464 |  |  | 1.329 |
| 3—5 | 1.597 |  |  | 1.574 |
| 6—11 | 3.297 |  |  | 3.092 |
| 12—14 | 1.464 |  |  | 1.492 |
| 15—17 | 1.589 |  |  | 1.458 |
| 18—24 | 3.359 |  |  | 3.339 |
| 60+ | 1.911 |  |  | 2.080 |
| Просек : | 28,5  |  |  | 29,7  |

| #   | Индикатор                                                                                        | Вредност |
| --- | ------------------------------------------------------------------------------------------------ | -------- |
| 1   | Становништво од 0 до 2 године                                                                    | 2793     |
| 2   | Мушко становништво од 0 до 2 године                                                              | 1464     |
| 3   | Женско становништво од 0 до 2 године                                                             | 1329     |
| 4   | Становништво са 3 и више година                                                                  | 48828    |
| 5   | Мушко становништво са 3 и више година                                                            | 23841    |
| 6   | Женско становништво са 3 и више година                                                           | 24987    |
| 7   | Становништво са 5 и више година                                                                  | 46692    |
| 8   | Мушко становништво са 5 и више година                                                            | 22781    |
| 9   | Женско становништво са 5 и више година                                                           | 23911    |
| 10  | Становништво са 12 и више година                                                                 | 39268    |
| 11  | Мушко становништво са 12 и више година                                                           | 18947    |
| 12  | Женско становништво са 12 и више година                                                          | 20321    |
| 13  | Становништво са 15 и више година                                                                 | 36312    |
| 14  | Мушко становништво са 15 и више година                                                           | 17483    |
| 15  | Женско становништво са 15 и више година                                                          | 18829    |
| 16  | Становништво са 18 и више година                                                                 | 33265    |
| 17  | Мушко становништво са 18 и више година                                                           | 15894    |
| 18  | Женско становништво са 18 и више година                                                          | 17371    |
| 19  | Становништво од 3 до 5 година                                                                    | 3171     |
| 20  | Мушко становништво од 3 до 5 година                                                              | 1597     |
| 21  | Женско становништво од 3 до 5 година                                                             | 1574     |
| 22  | Становништво од 6 до 11 година                                                                   | 6389     |
| 23  | Мушко становништво од 6 до 11 година                                                             | 3297     |
| 24  | Женско становништво од 6 до 11 година                                                            | 3092     |
| 25  | Становништво од 8 до 14 година                                                                   | 7191     |
| 26  | Мушко становништво од 8 до 14 година                                                             | 3634     |
| 27  | Женско становништво од 8 до 14 година                                                            | 3557     |
| 28  | Становништво од 12 до 14 година                                                                  | 2956     |
| 29  | Мушко становништво од 12 до 14 година                                                            | 1464     |
| 30  | Женско становништво од 12 до 14 година                                                           | 1492     |
| 31  | Становништво од 15 до 17 година                                                                  | 3047     |
| 32  | Мушко становништво од 15 до 17 година                                                            | 1589     |
| 33  | Женско становништво од 15 до 17 година                                                           | 1458     |
| 34  | Становништво од 18 до 24 године                                                                  | 6698     |
| 35  | Мушко становништво од 18 до 24 године                                                            | 3359     |
| 36  | Женско становништво од 18 до 24 године                                                           | 3339     |
| 37  | Женско становништво од 15 до 49 година                                                           | 14663    |
| 38  | Становништво са 60 и више година                                                                 | 3991     |
| 39  | Мушко становништво са 60 и више година                                                           | 1911     |
| 40  | Женско становништво са 60 и више година                                                          | 2080     |
| 41  | Однос између мушкараца и жена                                                                    | 96.26    |
| 42  | Становништво од нуле до 14 година                                                                | 15309    |
| 43  | Становништво од 15 до 64 године                                                                  | 33581    |
| 44  | Становништво од 65 година и више                                                                 | 2731     |
| 45  | Просечан број деце                                                                               | 2.26     |
| 46  | Становништво рођено у ентитету                                                                   | 35768    |
| 47  | Мушко становништво рођено у ентитету                                                             | 17731    |
| 48  | Женско становништво рођено у ентитету                                                            | 18037    |
| 49  | Становништво рођено у другом ентитету                                                            | 15669    |
| 50  | Мушко становништво рођено у другом ентитету                                                      | 7496     |
| 51  | Женско становништво рођено у другом ентитету                                                     | 8173     |
| 52  | Становништво од 5 година и више резидентно у ентитету у јуну 2005. године                        | 44428    |
| 53  | Мушко становништво старосног доба од 5 година и више, резидентно у ентитету у јуну 2005. године  | 21651    |
| 54  | Женско становништво старосног доба од 5 и више година, резидентно у ентитету у јуну 2005. године | 22777    |
| 55  | Становништво од 5 година и више које је живело у другом ентитету у јуну 2005. године             | 1816     |
| 56  | Мушко становништво старије од 5 година које је живело у другом ентитету у јуну 2005. године      | 875      |
| 57  | Женско становништво старије од 5 година које је живело у другом ентитету у јуну 2005. године     | 941      |
| 58  | Становништво од 3 године и више које говори аутохтони језик                                      | 761      |
| 59  | Мушко становништво старо 3 године и више које говори аутохтони језик                             | 391      |
| 60  | Женско становништво старо 3 године и више које говори аутохтони језик                            | 370      |
| 61  | Становништво од 3 године и више које говори аутохтони језик и не говори шпански језик            | 1        |
| 62  | Мушко становништво старо 3 године и више које говори аутохтони језик и не говори шпански         | 0        |
| 63  | Женско становништво старо 3 године и више које говори аутохтони језик и не говори шпански језик  | 1        |
| 64  | Становништво старо 3 године и више које говори аутохтони језик и шпански                         | 650      |
| 65  | Мушко становништво старо 3 године и више које говори аутохтони језик и шпански                   | 334      |
| 66  | Женско становништво старо 3 године и више које говори аутохтони језик и шпански                  | 316      |
| 67  | Становништво од 5 година и више које говори аутохтони језик                                      | 755      |
| 68  | Становништво од 5 година и више које говори аутохтони језик и не говори шпански језик            | 1        |
| 69  | Становништво од 5 година и више које говори аутохтони језик и говори шпански језик               | 647      |
| 70  | Становништво у домородачким домаћинствима                                                        | 2088     |
| 71  | Становништво са ограничењима у активностима                                                      | 2280     |
| 72  | Становништво са ограниченим ходањем или кретањем, горе или доле                                  | 1221     |
| 73  | Становници са ограничењима вида, чак и уз кориштење сочива                                       | 749      |
| 74  | Становништво са ограничењима говора, комуникације или конверзације                               | 198      |
| 75  | Становништво са ограниченим слухом                                                               | 324      |
| 76  | Становништво са ограничењима при одевању, купању или јелу                                        | 137      |
| 77  | Становништво са ограничењима у опажању или учењу једноставних ствари                             | 129      |
| 78  | Становништво са менталним ограничењима                                                           | 169      |
| 79  | Становништво без ограничења активности                                                           | 49000    |
| 80  | Становништво од 3 до 5 година које не похађа школу                                               | 1449     |
| 81  | Мушко становништво од 3 до 5 година које не похађа школу                                         | 696      |
| 82  | Женско становништво од 3 до 5 година које не похађа школу                                        | 753      |
| 83  | Становништво од 6 до 11 година које не похађа школу                                              | 128      |
| 84  | Мушко становништво од 6 до 11 година које не похађа школу                                        | 77       |
| 85  | Женско становништво од 6 до 11 година које не похађа школу                                       | 51       |
| 86  | Становништво од 12 до 14 година које не похађа школу                                             | 128      |
| 87  | Мушко становништво од 12 до 14 година које не похађа школу                                       | 68       |
| 88  | Женско становништво од 12 до 14 година које не похађа школу                                      | 60       |
| 89  | Становништво од 15 до 17 година похађа школу                                                     | 2313     |
| 90  | Мушко становништво од 15 до 17 година похађа школу                                               | 1185     |
| 91  | Женско становништво између 15 и 17 година живота у школи                                         | 1128     |
| 92  | Становништво од 18 до 24 године похађа школу                                                     | 1977     |
| 93  | Мушко становништво од 18 до 24 године похађа школу                                               | 982      |
| 94  | Женско становништво од 18 до 24 године похађа школу                                              | 995      |
| 95  | Становништво од 8 до 14 година које не може да чита и пише                                       | 92       |
| 96  | Мушко становништво старосног доба од 8 до 14 година које не може да чита и пише                  | 59       |
| 97  | Женско становништво старосног доби од 8 до 14 година које не може да чита и пише                 | 33       |
| 98  | Становништво од 15 година и више које је неписмено                                               | 1252     |
| 99  | Мушко становништво од 15 година и више које је неписмено                                         | 444      |
| 100 | Женско становништво од 15 година и више које је неписмено                                        | 808      |
| 101 | Становништво старо 15 и више година без школовања                                                | 1454     |
| 102 | Мушко становништво старо 15 и више година без школовања                                          | 575      |
| 103 | Женско становништво старо 15 и више година без школовања                                         | 879      |
| 104 | Становништво старосног доба 15 и више година са непотпуним основним образовањем                  | 3361     |
| 105 | Мушко становништво старосног доба од 15 година и више са непотпуном основним образовањем         | 1442     |
| 106 | Женско становништво старосног доба 15 и више година са непотпуном основним образовањем           | 1919     |
| 107 | Становништво старо 15 и више година са комплетним основним образовањем                           | 5507     |
| 108 | Мушко становништво старо 15 година и више са комплетним основним образовањем                     | 2393     |
| 109 | Женско становништво старо 15 и више година са комплетним основним образовањем                    | 3114     |
| 110 | Становништво старосног доба 15 и више година са непотпуним средњим образовањем                   | 1569     |
| 111 | Мушко становништво старосног доба од 15 година и више са непотпуним средњим образовањем          | 855      |
| 112 | Женско становништво старосног доба од 15 година и више са непотпуним средњим образовањем         | 714      |
| 113 | Становништво старо 15 и више година са пуним секундарном образовањем                             | 10761    |
| 114 | Мушко становништво старосног доба од 15 година и више са пуним секундарном образовањем           | 5561     |
| 115 | Женско становништво старосног доба од 15 година и више са пуним секундарном образовањем          | 5200     |
| 116 | Становништво старије од 18 година са постосновним образовањем                                    | 12172    |
| 117 | Мушко становништво старије од 18 година са постосновним образовањем                              | 5976     |
| 118 | Женско становништво старије од 18 година са постосновним образовањем                             | 6196     |
| 119 | Просечна оцена школовања                                                                         | 9.03     |
| 120 | Просечан ниво образовања мушке популације                                                        | 9.21     |
| 121 | Просечан ниво образовања женског становништва                                                    | 8.87     |
| 122 | Економски активно становништво                                                                   | 20020    |
| 123 | Економски активна мушка популација                                                               | 13598    |
| 124 | Економски активна женска популација                                                              | 6422     |
| 125 | Становништво које није економски активно                                                         | 19125    |
| 126 | Мушко становништво које није економски активно                                                   | 5279     |
| 127 | Женско становништво које није економски активно                                                  | 13846    |
| 128 | Запослено становништво                                                                           | 18783    |
| 129 | Запослено мушко становништво                                                                     | 12645    |
| 130 | Запослено женско становништво                                                                    | 6138     |
| 131 | Незапослена популација                                                                           | 1237     |
| 132 | Незапослена мушка популација                                                                     | 953      |
| 133 | Незапослена женска популација                                                                    | 284      |
| 134 | Становништво без права на здравствене услуге                                                     | 21426    |
| 135 | Становништво које има право на здравствене услуге                                                | 30099    |
| 136 | Становништво које има право на ИМСС                                                              | 9597     |
| 137 | Становништво које има право на социјално осигурање                                               | 2653     |
| 138 | Становништво које има право на државно социјално осигурање                                       | 1177     |
| 139 | Становништво које има право на опште осигурање или здравствено осигурање за нову генерацију      | 12252    |
| 140 | Становништво које је било једном или није било у браку током 12 година и више                    | 13287    |
| 141 | Венчано или уједињено становништво од 12 година и више                                           | 22256    |
| 142 | Становништво које је било у браку или уједињено 12 година и више                                 | 3674     |
| 143 | Становништво са католичком религијом                                                             | 45397    |
| 144 | Протестанти, еванђелисти и библијски следбеници различити од еванђелиста                         | 3158     |
| 145 | Становништво са другим религијама различитим од претходних                                       | 237      |
| 146 | Становништво без религије                                                                        | 1228     |
| 147 | Укупно пописаних домаћинства                                                                     | 12477    |
| 148 | Пописна домаћинства на челу са мушкарцима                                                        | 9394     |
| 149 | Пописна домаћинства на челу са женама                                                            | 3083     |
| 150 | Становништво у пописним домаћинствима                                                            | 51621    |
| 151 | Становништво у пописним домаћинствима на челу са мушкарцима                                      | 40176    |
| 152 | Становништво у пописним домаћинствима на челу са женама                                          | 11445    |
| 153 | Укупно домаћинстава                                                                              | 14867    |
| 154 | Укупно насељених домаћинстава                                                                    | 12936    |
| 155 | Укупно приватних кућа                                                                            | 14408    |
| 156 | Насељени приватни домови                                                                         | 12477    |
| 157 | Укупно насељених приватних кућа                                                                  | 12935    |
| 158 | Ненасељене приватне куће                                                                         | 1236     |
| 159 | Појединачна домаћинства за привремену употребу                                                   | 695      |
| 160 | Становници у насељеним приватним кућама                                                          | 51621    |
| 161 | Насељеност станара у приватним становима                                                         | 4.14     |
| 162 | Просечно становника по соби у приватним насељеним домаћинствима                                  | 1.11     |
| 163 | Појединачна домаћинства са подовима од различитих материјала од земље                            | 12096    |
| 164 | Појединачна домаћинства у приземљу                                                               | 340      |
| 165 | Појединачна домаћинства са једном спаваћом собом                                                 | 4393     |
| 166 | Појединачна домаћинства са две спаваће собе и више                                               | 8046     |
| 167 | Појединачна домаћинства са једним собом                                                          | 859      |
| 168 | Појединачна домаћинства са две собе                                                              | 2259     |
| 169 | Појединачна домаћинства са 3 собе и више                                                         | 9310     |
| 170 | Појединачна домаћинства која имају електрично светло                                             | 12350    |
| 171 | Појединачна домаћинства која немају електрично светло                                            | 86       |
| 172 | Појединачна домаћинства која имају водоводну воду у стамбеном простору                           | 10671    |
| 173 | Појединачна домаћинства која немају водоводну воду у стамбеном простору                          | 1760     |
| 174 | Појединачна домаћинства која имају тоалет                                                        | 12209    |
| 175 | Појединачна домаћинства која имају канализацију                                                  | 12124    |
| 176 | Појединачна домаћинства која немају канализацију                                                 | 289      |
| 177 | Појединачна домаћинства која имају електрично светло, довод воде из јавне мреже и канализацију   | 10473    |
| 178 | Појединачна домаћинства без икаквих услова                                                       | 77       |
| 179 | Појединачна домаћинства која имају радио                                                         | 11082    |
| 180 | Појединачна домаћинства која имају телевизор                                                     | 12125    |
| 181 | Појединачна домаћинства која имају фрижидер                                                      | 10091    |
| 182 | Појединачна домаћинства која имају машину за веш                                                 | 8088     |
| 183 | Појединачна домаћинства која имају аутомобил или комби                                           | 5039     |
| 184 | Појединачна домаћинства која имају рачунар                                                       | 3170     |
| 185 | Појединачна домаћинства која имају фиксну телефонску линију                                      | 3996     |
| 186 | Појединачна домаћинства која имају мобилни телефон                                               | 9367     |
| 187 | Појединачна домаћинства која имају приступ интернету                                             | 1774     |